# Galgeninsel
Die Galgeninsel ist eine Halbinsel am Ufer des Bodensees bei Lindau in der Reutiner Bucht. Sie liegt 550 Meter östlich der Insel Hoy und etwa 200 Meter südlich der Ladestraße beim Reutiner Güterbahnhof und nimmt eine Fläche von rund 1.600 Quadratmetern ein. Das Gebiet der Halbinsel gehört zum Lindauer Stadtteil und zur Gemarkung Reutin.
Die Galgeninsel war ursprünglich die Insel, auf der einst der reichsstädtische Galgen von Lindau stand. Noch heute kann man in einem gewaltigen Felsblock eine Vertiefung finden, die einst den schweren Galgenpfosten aufnahm. Eine Karte aus dem 16. Jahrhundert zeigt die Galgeninsel noch als alleinstehende Insel, allerdings nicht auf der geographisch korrekten Position. Eine Karte aus dem Zeitraum 1626 bis 1628 zeigt dagegen klar eine Halbinsel, wobei die Darstellung den heutigen Verhältnissen sehr ähnlich kommt. Mit einem Stich von Merian aus dem Jahr 1650 als Darstellung der Insel-Belagerung von 1647 wird ebenfalls eine Halbinsel wiedergegeben. Eine Stadtansicht aus dem frühen 18. Jahrhundert lässt keine Aussage auf eine Insel oder Halbinsel zu, da diese am Bildrand erscheint. Das Urpositionsblatt zum Stand 1836 zeigt die Galgeninsel noch deutlich als Insel bzw. als mehrere Inseln. Spätere Karten zeigen die Galgeninsel dann bereits als Halbinsel.
Bereits 1856 wurden im See bei der Galgeninsel Reste einer prähistorischen Besiedlung der Galgeninsel beobachtet. Neuere Untersuchungen, im Rahmen des geplanten Ausbaus des Güterbahnhofs im Jahre 2005, erbrachten jedoch keine Befunde. Die Galgeninsel ist mit der umliegenden „Reutiner Bucht“ als Naturschutzgebiet ausgewiesen.
Eine Sage berichtet über eine makabere Prüfung, die einst ein zum Tode verurteilter Delinquent zu bestehen hatte. Der Todeskandidat wurde so gefesselt, dass seine Arme fest auf dem Rücken verschnürt waren. Auf der Galgeninsel wurde er entlassen und Richtung Inselstadt, die einige hundert Meter entfernt ist, in Marsch gesetzt. Dem Todgeweihten soll es nun gelungen sein, die selbst bei Niedrigwasser noch erhebliche Tiefstrecke zu überwinden und das Festland zu erreichen. Damit hatte er Leben und Freiheit zurückgewonnen.
Als letztes Opfer der Hexenverfolgung in Lindau wurde Maria Madlener am 4. August 1730 auf der Galgeninsel mit dem Schwert hingerichtet.
2017 war die Galgeninsel einer der Drehorte des Fernsehfilms Die Toten vom Bodensee – Der Wiederkehrer.